# Пјова Масаја
Пјова Масаја (итал. Piovà Massaia) је насеље у Италији у округу Асти, региону Пијемонт.
Према процени из 2011. у насељу је живело 426 становника. Насеље се налази на надморској висини од 317 м.

## Становништво
Према резултатима пописа становништва 2011. у општини је живело 680 становника.
| 1936. | 1951. | 1961. | 1971. | 1981. | 1991. | 2001. | 2011. |
| ----- | ----- | ----- | ----- | ----- | ----- | ----- | ----- |
| 1.099 | 916   | 843   | 725   | 660   | 649   | 640   | 680   |